# فرودگاه ولی
فرودگاه ولی (به انگلیسی: Valley Airport) یک فرودگاه خصوصی است . این فرودگاه در کشور کانادا قرار دارد و در ارتفاع ۵۳ متری از سطح دریا واقع شده است.